# Noyant-de-Touraine
Noyant-de-Touraine là một xã thuộc tỉnh Indre-et-Loire trong vùng Centre-Val de Loire ở miền trung nước Pháp. Theo điều tra dân số năm 2006 của INSEE có dân số 815 người. Xã nằm ở khu vực có độ cao từ 51-103 mét trên mực nước biển.